# Z mého života. Báseň i pravda
Z mého života. Báseň i pravda  (1811–1831, Aus meinem Leben. Dichtung und Wahrheit) je čtyřdílná autobiografie německého básníka, dramatika a prozaika Johanna Wolfganga von Goetha zahrnující jeho život až po odjezd do Výmaru roku 1775, ale s četnými přesahy až do jeho přítomnosti.
V předmluvě k prvnímu dílu Goethe uvádí jako důvod pro napsání svého životního příběhu četné dotazy, jak mohl napsat tolik různých děl. Líčí zde také své záměry: chce v knize popsat své vnitřní pohnutky a vnější vlivy působící na jeho tvorbu, tedy osoby a proudy všeobecného politického dění světa, které jej ovlivnily.

## Vznik
Goethe začal svou autobiografii plánovat během pobytu v Karlových Varech roku 1808. Práci na ní zahájil roku 1809 a její rozsáhlé části napsal během letních pobytů opět v Karlových Varech a také ve Františkových Lázních, Teplicích a Mariánských Lázních v letech 1810 až 1813. Její první část, zahrnující v pěti knihách autorovo dětství a mládí z let 1749-1764, dopsal roku 1811 a v říjnu toho samého roku vydal.

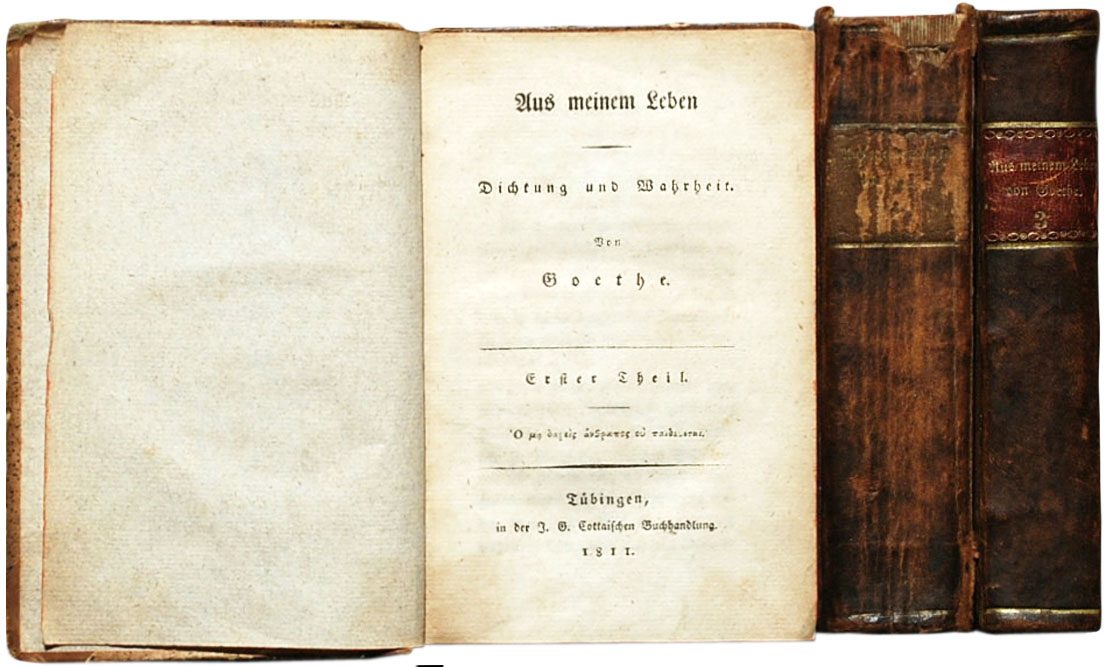
První vydání prvních tří dílů

O rok později opět v říjnu vydal Goethe druhý díl, obsahující knihy 6 až 10 zahrnující jeho život v letech 1765–1770. Třetí díl s knihami 11 až 15, popisující roky 1771–1774, měl vyjít opět o rok později, v říjnu roku 1813, ale válečné události napoleonských válek vydání pozdržely, takže kniha mohla vyjít až na jaře roku 1814.
Velké části čtvrtého dílu napsal Goethe již za pobytu v Teplicích roku 1813, ale pak práci na autobiografii přerušil kvůli tvorbě jiných děl (Západovýchodní díván,  Italská cesta, Trilogie vášně a další) a také proto, že nechtěl svými vzpomínkami obtěžovat dosud žijící lidi. Zprávy o pokračování čtvrtého dílu se pak objevují v letech 1816, 1817, 1821, 1824 a 1825, přičemž Goethova finální úprava začala až 9. listopadu 1830. Čtvrtý díl, obsahující knihy 16 až 20 a končící autorovým odjezdem do Výmaru v roce 1775, vyšel roku 1833 (po Goethově smrti) v redakci Johanna Petera Eckermanna jako 48. svazek (8. svazek prací z pozůstalosti) Goethova díla v úplném vydání z poslední ruky (Goethe’s Werke. Vollständige Ausgabe letzter Hand)

## Charakteristika díla
Goethova autobiografie je považována za jednu z nejslavnějších autobiografií ve světové literatuře. Goethe ji napsal z pohledu vědce, historika a umělce. Jako vědec si přál představit svůj život jako vývojovou etapu po etapě „podle zákonů, které pozorujeme při metamorfóze rostlin“. Jako historik zobrazil v autobiografii obecné poměry doby a odhalil vztahy mezi nimi a jednotlivcem. Jako umělec se necítil svázán fakty kvůli nim samotným, ale vybírá ta, která jsou významná, a utváří je tak, aby se mohly stát součástí uměleckého díla. Vytvořil také částečně fiktivní obraz některých postav a událostí, které jsou živější, než by mohl být jakýkoliv pokus o věrný popis. Také slovo "báseň" v názvu díla odkazuje na jeho uměleckou formu. Dílo tak přesahuje hranice životopisného textu, není rousseauovským vyznáním, nýbrž velice podrobně spojuje autorův osobní příběh s charakteristikou duchovního i politického života společnosti.
Renomovaný německý goethovský badatel Erich Trunz o tomto díle prohlásil:
| „             | Vedle Goethovy lyriky existuje ve světové literatuře i jiná velká lyrika, vedle Goethových dramat existují jiní – nezřídka větší dramatici a vedle Goethových románů jiné velké romány. Ale nikde ve světové literatuře neexistuje větší autobiografie. | “ |
| — Erich Trunz | |   |

## Obsah

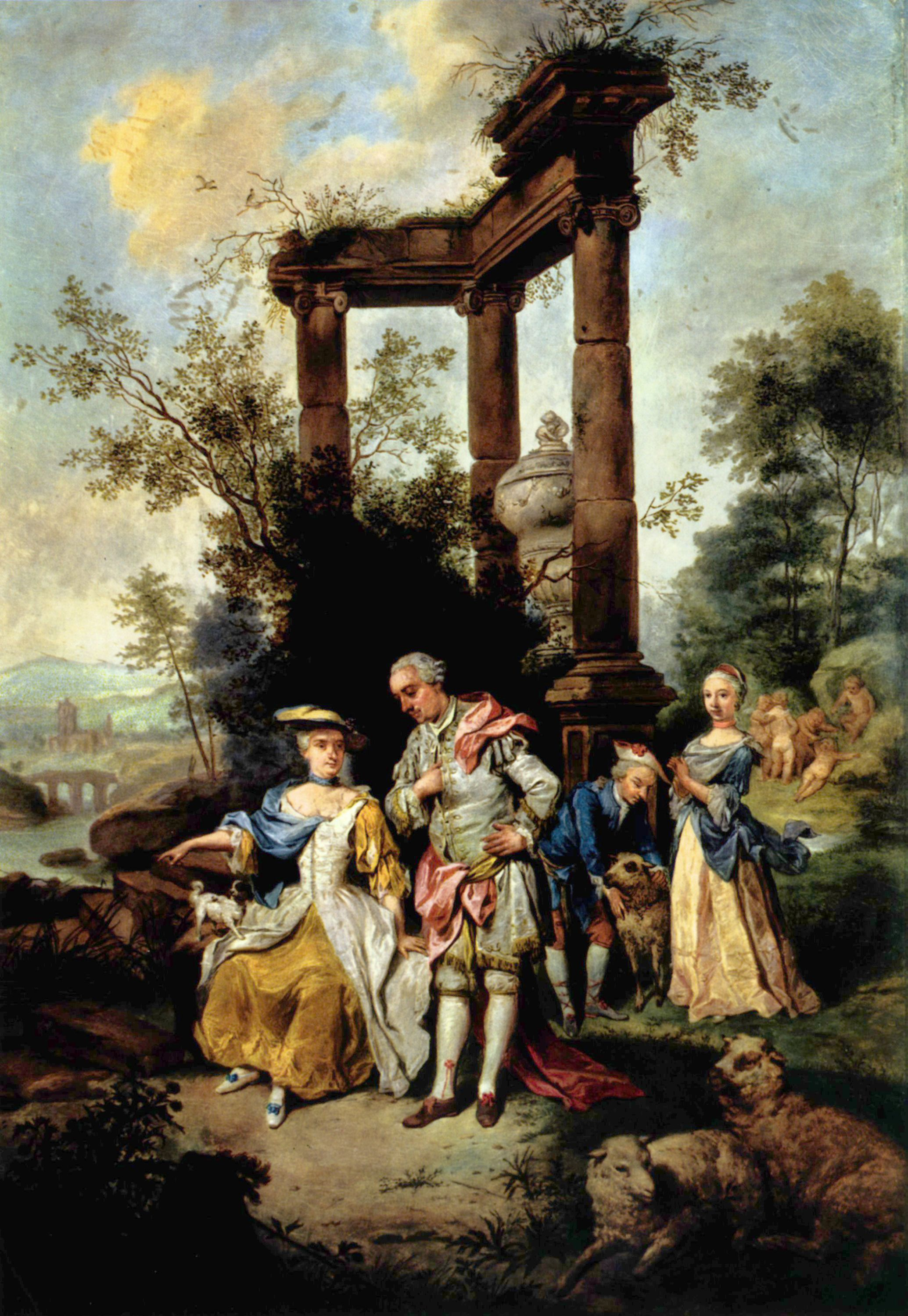
Goethova rodina v pastýřském kostýmu roku 1762 (zleva Goethova matka a otec, Goethe jako chlapec a jeho sestra Cornelia) na obraze Johanna Conrada Seekatze

Autobiografie jako celek zahrnuje jen prvních dvacet šest let Goethova života, což Goethe odůvodnil tím, že nejdůležitějším obdobím jedince je období jeho vývoje. První tři díly jsou koncipovány tak, že Goethovo dětství je vyprávěno od první do poloviny šesté knihy, líčení jeho studentských let začíná druhou polovinou šesté knihy a pokračuje až do jedenácté knihy a knihy dvanáct až patnáct jsou věnovány období, kdy získal první významné úspěchy jako autor. Čtvrtý díl pak v knihách šestnáct až dvacet obsahuje Goethův vývoj k nejzásadnějšímu rozhodnutí jeho života – k jeho odjezdu do Výmaru.

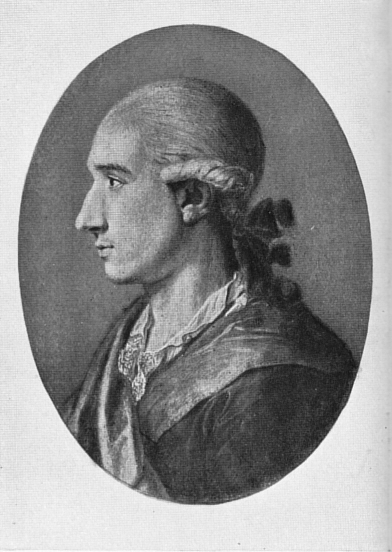
Goethův portrét z roku 1773 na obraze J. D. Bayera

Na začátku Goethe líčí své šťastné dětství ve Frankfurtu, blízký vztah se sestrou Cornelií a své mnohostranné vzdělání. Píše také o svém chlapeckém milostném pobláznění do dívky Gretchen, která byla podle něho neuvěřitelně krásná, ale také povrchní, když se doslechl, že o něm hovořila jako o dítěti. Popisuje také své milostné vztahy s Annou Katharinou Schönkopfovou během studií v Lipsku, s Friederike Brionovou během pobytu ve Štrasburku a s dcerou frankfurtského bankéře Lili Schönemannovou, se kterou byl dokonce zasnouben. Věnuje se také významným lidem, se kterými se setkal, mezi něž patří například Johann Gottfried Herder, se kterým se seznámil v mládí.
Autobiografie také odráží Goethův vývoj jako básníka a objasňuje změny v jeho myšlení, které přinesla sedmiletá válka a francouzská okupace Frankfurtu. Popisuje rovněž tvorbu románu Utrpení mladého Werthera, ke kterému jej inspirovala nenaplněná láska k Charlotte Buffové, a díky kterému se stal výraznou osobností hnutí „Sturm und Drang“ („Bouře a vzdor“). K dalším dílům, o kterých se zmiňuje, patří tragédie Götz von Berlichingen, plány na drama Prometheus a začátek práce na tragédii Egmont.
Píše také o svém prvním setkání s osmnáctiletým výmarským vévodou Karlem Augustem a o pozvání do Výmaru, kam v listopadu roku 1775 odjel.

## Česká vydání
- Z mého života: Báseň a pravda; Léta dětská. Praha: František Topič 1914, přeložil Jaroslav Šťastný.
- Z mého života: Báseň i pravda. Praha: František Borový 1931–1932, dva svazky, přeložil Jan Kamenář.
- Z mého života. Báseň i pravda. Praha: Mladá fronta 1998, přeložila Věra Macháčková-Riegerová.
- Z mého života. Báseň i pravda. Praha: Academia 2021, přeložila Věra Macháčková-Riegerová.